# (6246) Komurotoru
(6246) Komurotoru es un asteroide perteneciente al cinturón de asteroides, región del sistema solar que se encuentra entre las órbitas de Marte y Júpiter, descubierto el 13 de noviembre de 1990 por Tetsuya Fujii y el también astrónomo Kazuro Watanabe desde el Observatorio de Kitami, Hokkaidō, Japón.

## Designación y nombre
Designado provisionalmente como 1990 VX2. Fue nombrado Komurotoru en homenaje al escultor Toru Komuro, en el centenario de su nacimiento. El trabajo de Komuro fue expuesto por primera vez en la Teiten (Exposición Imperial de Arte, ahora conocida como Nitten) en 1924. Su obra más importante es la estatua ecuestre de Date Masamune, colocada en las ruinas del castillo de Sendai como símbolo de la ciudad.

## Características orbitales
Komurotoru está situado a una distancia media del Sol de 2,450 ua, pudiendo alejarse hasta 3,166 ua y acercarse hasta 1,733 ua. Su excentricidad es 0,292 y la inclinación orbital 24,31 grados. Emplea 1400,89 días en completar una órbita alrededor del Sol.

## Características físicas
La magnitud absoluta de Komurotoru es 13,3. Tiene 5,606 km de diámetro y su albedo se estima en 0,285. 